# آلفردو مازونی
آلفردو مازونی (انگلیسی: Alfredo Mazzoni; ۲۳ ژانویهٔ ۱۹۰۸ – 1986) بازیکن فوتبال اهل ایتالیا بود.
از باشگاه‌هایی که در آن بازی کرده‌است می‌توان به باشگاه فوتبال اینتر میلان، باشگاه فوتبال مودنا، باشگاه فوتبال آ.اس. رم، باشگاه فوتبال رجانا، و باشگاه فوتبال جنوآ اشاره کرد.